# یوکو تاناکا (بازیکن فوتبال)
یوکو تاناکا (انگلیسی: Yoko Tanaka؛ زادهٔ ۳۰ ژوئیهٔ ۱۹۹۳) بازیکن فوتبال است که در تیم ملی فوتبال زنان ژاپن بازی کرده‌است.